# Markowizna (województwo podkarpackie)
Markowizna – wieś w Polsce położona w województwie podkarpackim, w powiecie rzeszowskim, w gminie Sokołów Małopolski. W latach 1975–1998 miejscowość administracyjnie należała do województwa rzeszowskiego.
| SIMC    | Nazwa      | Rodzaj    |
| ------- | ---------- | --------- |
| 0661440 | Cegielnia  | część wsi |
| 0661457 | Pod Dworem | część wsi |
| 0661463 | Pod Turzą  | część wsi |

Nazwy obiektów fizjograficznych:
- pole - Olszyny,
- łąka - Łączyska, Olszyny, Pasternik,
- rzeka - Czerwonka, Turka,
- zagajnik - Nad Dworskiem, Na Granicy.

## Historia
W osiemnastym wieku powstała akcja osadnicza w dobrach królewskich na obszarze Puszczy Sandomierskiej, w wyniku której powstała wieś Markowizna.
Dnia 5 grudnia 1752 roku król August III wystawił w Warszawie dokument dla szlachcica Antoniego Ratyńskiego i jego żony Katarzyny z Lewickich zezwalający na lokację Markowizny w dobrach ekonomii sandomierskiej.
Wyznaczono dla niej miejsce między wsiami królewskimi Mazury, Kamień oraz Rękawem i Turzą.
Antoni Ratyński, podejmujący się osadzenia wsi, otrzymał ją prawem wieczystej dzierżawy na 40 lat.
Przez 6 lat osadnicy zostali zwolnieni od wszelkich świadczeń na rzecz skarbu królewskiego.
Po upływie wolnizny z każdego łanu, czynsz miał wynosić 10 florenów polskich.
Inwentarz Markowizny z maja 1776 r. wymienia 43 podanych i ich obciążenia.
Zgodnie z dokumentem Augusta III o czterdziestoletniej dzierżawie nałożonej na wieś, Markowizna pozostała w rękach potomków A. i K. Ratyńskich do 1793 r. Ostatnimi dzierżawcami z tej rodziny byli Marianna z Ratyńskich Nieświeska i jej mąż Michał Nieświeski.
Wieś została założona na terytorium parafii górnieńskiej, wobec czego urzędujący ówcześnie ksiądz Wojciech Rapacki domagał się dziesięcin z powstałych gospodarstw dla kościoła górnieńskiego, tym bardziej, że mieszkańcy Markowizny przychodzili do kościoła i korzystali z sakramentów.